# MBC Houlgatais
 (juillet 2024).
Le Moto-Ball Club Houlgatais est un club amateur français de Moto-Ball fondé en 1934 basé à Houlgate dans le Calvados. Le club est rattaché à la Ligue de Normandie de la Fédération Française de Moto. 

## Histoire
Le Moto-ball Club Houlgate (MBCH) est fondé le 18 avril 1934. Ce sport collectif né en Union Soviétique fait irruption en Normandie grâce à Émile Langlois. Houlgate ne comptait à l’époque qu’une seule société sportive, l’Union Sportive Houlgataise (USH). Chaque année, l'USH organisait à la Pentecôte un tournoi de football. A cette occasion, en 1933, une démonstration de moto-ball par des pratiquants parisiens est réalisée. Ce qui mène à la création du MBCH.
L'existence de peu de clubs en France implique très vite le succès du MBCH. Toutefois, la Seconde Guerre mondiale et l’Occupation freinent la croissance du club. Les joueurs sont même obligés de cacher chez l'un d'eux (monsieur Meulot) les motos qui risquaient d'être réquisitionnées par les troupes allemandes.
La Libération passée, Houlgate décroche son premier titre de champion de France en 1946.  Portée par les succès de l'équipe, au lendemain de la Seconde Guerre mondiale, on compte plus de mille personnes assistant à chaque match du MBCH.
Le club devient au fur et à mesure des années quintuple champion de France et  remporte 2 coupes de France. En 1975, Houlgate organise même la coupe d'Europe de la discipline. L'équipe de France, majoritairement composée d'houlgatais s'incline en finale contre l'URSS devant 3000 supporters
Certains saisons, le club bénéficiait d'ailleurs d'une dérogation exceptionnelle pour jouer l'intégralité de ses matchs à domicile en juillet et août. L'équipe de France remporte même le championnat d'Europe en 1982 devant plus de 25 000 personnes à Poltava. Son capitaine alors n'est autre que Gérard Potignon, membre du MBCH.
Au début des années 1990, la descente du club en deuxième division et le contexte défavorable aux sports mécaniques font entrer le moto-ball dans une dimension plus confidentielle. Cependant, soucieux des enjeux contemporains, le Moto-Ball Club Houlgate passe progressivement à l'utilisation de motos électriques dont le bilan carbone et le volume sonore sont réduits. En 2022, un nouveau terrain a par ailleurs été inauguré. 
L'exemple d’Houlgate reste quasi unique dans la région. Les clubs du Havre, Colombelles et Pont-l’Évêque ont disparu. Aujourd’hui, on compte une vingtaine de clubs, dont un grand nombre en Provence et dans le Gard.   
Le Moto Ball Club de Houlgate, fondé en 1933, a célébré son 90ᵉ anniversaire le 18 avril 2024. À cette occasion, le club a reçu sa première moto électrique, marquant une étape importante dans son engagement en faveur de l'environnement. Cette initiative vise à réduire les émissions de CO₂ et à promouvoir des pratiques plus écologiques dans le sport. Le club espère que cette transition vers l'électrique encouragera d'autres clubs à adopter des technologies similaires, contribuant ainsi à un avenir plus durable pour le motoball,.

## Palmarès[5]

### Élite 1
- Championnat de France Elite 1 : 1946, 1974, 1984, 1985, 1987
- Coupe de France : 1974, 1986

### Élite 2
- Championnat de France Élite 2 : 1968, 1993, 2001, 2016, 2020[6]
- Trophée de France : 1993
- Trophée des Champions Elite 2 : 2016

### U18
- Championnat de France U18 : 1981, 1982, 1985, 1986, 2007
- Coupe de France U18 : 2007, 2008